# Hud (sura)

Hud w kaligrafii arabskiej

Hud (arab. ‏هود‎) – 11. sura Koranu. Zaliczana jednomyślnie do sur mekkańskich, czyli objawionych przed Hidżrą. Sura jest jedną z 29 sur, które zaczynają się od muqattaʿat, lub „tajemniczych liter”.

## Pochodzenie nazwy sury
Nazwa sury jest zaczerpnięta z wersetów (ajatów) 50–60, w których jest opisana historia proroka Huda i jego ludu:
W tłumaczeniu Józefa Bielawskiego:
„50. I wysłaliśmy do ludu Ad ich brata Huda. On powiedział: „O ludu mój! czcijcie Boga! Nie ma dla was boga oprócz Niego! Wy tylko zmyślacie kłamstwa.”
W tłumaczeniu Musy Çaxarxana Czachorowskiego:
„50. I posłaliśmy do ludu Ad ich brata, Huda. On powiedział: „O ludu mój! Czcijcie Boga! Nie ma dla was innego boga oprócz Niego. Wy tylko wymyślacie kłamstwa.”
Podobnie jak w przypadków nazw większości sur w Koranie), nazwa Hud nie opisuje tematu całej sury. Jest swego rodzaju słowem-kluczem, którego zwyczajowo używano, aby odróżnić tę surę od innych.

## Główne wątki i postaci w surze Hud
- Allah opiekuje się wszystkim stworzeniami i zaopatruje je w to, czego potrzebują
- Allah stworzycielem Ziemi i niebios
- Koran zesłaniem pochodzącym od Allaha, a nie od Mahometa
- historia proroka Huda i jego ludu
- historia proroka Nuha i jego ludu
- historia proroka Saliha i jego ludu
- anioły informują proroka Ibrahima (Abrahama), że zostanie ojcem
- historia proroka Luta i jego ludu, zniszczenie miasta
- historia proroka Szuhajba i jego ludu Madianitów
- wzmianki o Musie (Mojżeszu)[5][6]